# 좌파당 (프랑스)
좌파당 (左派黨, 프랑스어: Parti de gauche, 약칭 PG)은 프랑스의 민주사회주의 정당이다. 2016년 당내 유력 인사였던 장뤼크 멜랑숑이 이 정당을 탈당하고 불복하는 프랑스를 창당하면서 큰 타격을 입었다.

## 역사

### 사회당의 분당

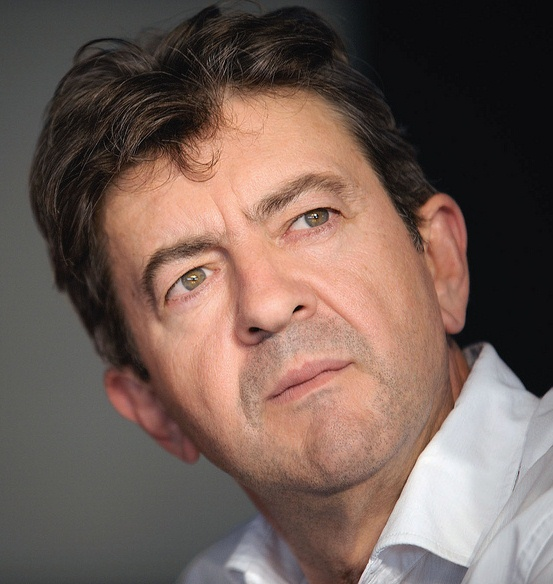
좌파당의 공동 창립자인 장뤽 멜랑숑

좌파당은 정치노선의 차이로 사회당 (PS)의 랭스 전당대회 동안에 탈당한 당원들을 중심으로 창당되었다. 2008년 11월 7일에 열린 랭스 전당대회에서는 향후 사회당이 목표로 할 정치노선 6개가 제출되어 당원들의 투표를 통해 결정되었다. 그 중 베누아 아몽이 대표발의한 '정치노선 C안'에 장-뤽 멜랑숑과 마르 돌레즈의 '강조점'(Trait d'union) 그룹과 '투사들의 힘'(Forces militantes) 그룹 등 당내 좌파그룹이 총결집하여 참여하였다. 이는 사회당 역사상 처음 있는 일이었다. 투표 결과, 이 '정치노선 C안'은 전당대회에서 18.52%를 득표하여 4위에 그쳤으며 이는 사회당의 기존 전당대회에서 당내 좌파들이 얻어왔던 지지율의 반에도 미치지 못하는 것이었다. 반면 세골렌 루아얄을 중심으로한 당내 우파들은 '정치노선 E안'을 내놓아 29.08%를 얻으며 다수안이 되었다. 이 과정에서 루아얄을 견제하기 위한 당내 중도(베르트랑 들라노에 중심) · 중도 좌파(마르틴 오브리 중심) · 좌파(베누아 아몽 중심) 그룹의 연합이 결성되었으나, 세부적인 사안에서 합의에 이르지 못해 결국 견제는 무산되고 말았다. 이러한 정치노선 종합의 실패로 중도파와의 정치연합을 명시한 당내 우파(루아얄 진영)의 정치노선이 다수안으로 채택되자, 이에 낙심한 멜랑숑과 돌레즈는 정치노선에 대한 투표 결과가 발표됨과 함께 탈당을 선언했다.

### 창당
멜랑숑과 돌레즈듸 탈당과 함께 이들이 이끈 '강조점' 그룹과 '투사들의 힘' 그룹이 탈당해 좌파당 결성을 선언하였다. 또한 '정치노선 F안'을 독자 발의한 '유토피아운동'(Mouvement Utopia)의 회원 일부도 탈당해 신당에 결합하기도 하였다. 탈당 그룹은 당대회 직전인 2008년 11월 12일 이미 신당 결성 계획을 발표하였다. 이는 사전토론을 통해 당대회의 결과가 어느 정도 미리 결정되는 사회당의 문화에 따라 당대회에서 우파에 대한 견제가 실패할 것을 예상할 수 있었기 때문이었다. 이들은 2009년 2월 1일, 창당대회를 열고 창당을 공식 선언하였다.

## 활동
좌파당은 프랑스노동총동맹 (CGT)과 연대, 단결, 민주 (Solidaires, Unitaires, Démocratiques, SUD), 노동총동맹-노동자의 힘 (CGT-FO), 프랑스기독교노동자연합 (CFTC) 등의 노조 연맹과 만나는 한편으로, 2009년 6월에 예정된 유럽 의회 선거에 대비하여 지난 2005년 유럽 헌법 부결투쟁에 참여했던 모든 좌파(사회당 내 잔류 좌파, 프랑스 공산당 및 반자본주의신당, 노동자 투쟁, 독립노동자당의 결집으로 기존 사회당의 대안적 정당을 만들자고 주장하였다. 이에 대해 프랑스 공산당은 우호적인 반응을 보였으나, 반자본주의신당의 올리비에 브장스노 등 트로츠키주의 진영에서는 냉소적인 반응을 보였다.

## 의석 현황
좌파당은 상원과 하원에 각각 2석을 가지고 있다.
- 상원
  - 에손 지역 : 장-뤽 멜랑숑
  - 루아르-아틀랑티크 지역 : 프랑수아 오탱
- 하원
  - 노르 지역 : 마르 돌레즈
  - 앤 지역 : Jacques Desallangre